# قائمة مصطلحات الحاسوب
مصطلحات الحاسب
1. الشبكة: هي وصل جهازين أو أكثر معاً من أجل تبادل المعلومات، ويمكن للشبكة أن تكون بطبيعتها محلية، بأن تربط أجهزة في بناية ما على سبيل المثال، وهذا ما يمكن أن يسمى بشبة منطقة محلية (LAN) وبالعكس فالشبكة التي تربط بين أجهزة عبر اعلام تسمى شبكة منطقة واسعة (WAN)[1] وتستخدم شبكات الكمبيوتر أساليب مختلفة للاتصال، ابتداءً بشبكة الهاتف العادية، وانتهاءً بوصلة ألياف ضوئية خاصة ذات سرعة عالية.
2. الخادم / المستفيد: هي هيكلية لوصل أنظمة الكمبيوتر على الشبكة، ويكون النظام المستفيد عادة جهازاً شخصياً مكتبياً، أو محطة عمل امَّا الخادم فيكون نظام أكبر يمكنه تخزين كميات كبير ة من البيانات، ويس طيع تنفيذ التطبيقات الرئيسية - برامج الكمبيوتر -، وكانت الشاشات الطرفية الموصلة بالأجهزة الكبيرة هي سلف أنظمة الخادم / المستخدم، وقياساص على ذلك فان الشاشة الطرفية تقابل المستفيد، والجهاز الكبير يقابل الخادم، لقد بنيت - إنترنت - على أساس هيكلية الخادم / المستفيد؛ ثم تجاوزتها.
3. إنترنت: بالانكليزية فان INTERNET مشتقة من INTERnational NETwork، أو الشبكة العالمية، وحسب آخر الإحصائيات فإن إنترنت تقوم بوصل ما يزيد على 10 ملايين كومبيوتر في أكثر من 100 دولة حول العالم، وتعود ملكية معظم هذه الأجهزة إلى شركات وجامعات ودوائر حكومية، بالإضافة إلى أفراد متحمسين ممن يمتلكون أجهزة شخصية موصول بشبكة إنترنت بشكل دائم، وهذه أحد الأسباب الذي جعل الإنترنت ممتعة، فعدد الأجهزة الخادة يزداد شهرياً، وكذلك الحال بالنسبة للأشخاص الذين يستخدمون إنترنت - ما يقارب 50 مليون مستخدم -
4. الشبكة العالمية - WWW: Word Wide Web تسهل الشبكة على الناس إيجاد طريقهم خلال إنترنت، انها ليست الوجه الودود لشبكة إنترنت فحسب، بل هي أكثر من ذلك، فبرامج الشبكة تتيح لك وضع روابط - Links- في وثائقك على الإنترنت، وهذه الوابط تعرف باسم Hypertext.
5. متصفح ويب Web browser: هو برنامج يستعمل لاستكشاف موارد الإنترنت والإنترانت. يتيح لك المستعرض رؤية النصوص والرسوم وغيرها من أنواع الملفات. يقدم المستعرض المعلومات كمستند أو صفحة على الشاشة. يستخدم معظم الأشخاص فايرفوكس أو نتسكايب نافيغيتر أو مايكروسوفت إنترنت إكسبلورر.
6. مسار مورد منمط: هو اختصار إلى Uniform Resurce Locator هو الاسم التقني لعنوان الموقع الإلكتروني على الإنترنت، أو المكان الذي يوجد به موقع معين، فكما أن للمنزل عنوان معين للوصول إليه على سبيل المثال، فهناك عنوان معين للوصول إلى موقع معين على الإنترنت كالوصول مثلاً إلى مجلة ينابيع المعرفة على الإنترنت لابد من معرفة الـ URL، فالـ URL الخاص بينابع المعرفة هو http://aljareh.net/ali
7. جدار الحماية: جدار حماية هو إما أن يكون برنامج الذي يوفر اتصالاً مع الإنترنت فهو يراقب المعلومات التي ترسل وتستقبل في مؤسستك من خلال إنترنت، ويمنع الوصول إلى معلوماتك الحساسة. أو جهاز خارجي يستعمل لحماية الشبكة من المتطفلين غير المرغوب بهم.[2]
8. جي آي إف: اختصار Graphic Interchange Format، تنسيق ملفات رسومية، طورته شركة كمبوسورف، يؤدي إلى ملفات صغيرة نسبياً. الرسم في هذا التنسيق يمكن استعماله كصورة داخلية في مستندHTML.
9. جيه بيه إيه جي: اختصار Joint Photographic Experts Group[3]، مقياس ضغط صورة وتتنسيق ملفات يعرف مجموعة من طرق الضغط العالية النوعية، كالصورة الفوتوغرافية أو أطر الفيديوالفردية أو الصورة الممسوحة، لا يعمل JPEG جيداً عند ضغط النصوص أو الأعمال الفنية أو الصورة المتجهية. تستعمل JPEG طرق ضغط متساهلة تؤدي إلى خسارة ما في البيانات الأصلية، وعندما تلغي ضغط الصورة لن تحصل على نفس الصورة التي ضغطتها أصلاً (رغم أن JPEG كان مصمماً أصلاً لتجاهل المعلومات التي لا تكـتـشفها العين البشرية بسهولة). بإمكان JPEG تخزين صورة ملونة 24 بت في عدد أقصاه 16 مليون لون، أما الملفات ذات اللتنسيق GIF فبإمكانها تخزين ما أقصاه 265 لوناً.
10. إم بي إي جي: اختصار Motion Picture Experts Group مقياس ضغط صورة وتنسيق ملفات يعرف طريقة ضغط للأصوات والحركات والفيديو، MPEG هي طريقة ضغط مخسرة تؤدي إلى خسارة بعض البيانات عند إلغاء ضغط لقطة فيديو.
11. ريال أوديو: تقنية طورتها شركة Progressive Networks تتيح لك قراءة ملفات أصوات أثناء عملية تحميلها بدلاً من انتظار انتهاء التحميل، مما يعطي نتيجة أسرع بكثير.
12. NC : كمبيوتر مبسط يستعمل للوصول للإنترنت أو شبكة انترانت، طورته شركة مايكروسوفت وإنتل وتسانده معضم شركات تصنيع الكمبيوترات الشخصية منها كومباك وهيولت باكارد وغايتواي 2000 وان أي سي وتوشيبا. يهدف NetPC (كمبيوتر الشبكة) إلى التخفيف من تكاليف صيانة وترقية الكمبيوترات الشخصية في الشركات الكبرى، فارتكازه على شريحة من إنتل وإصدار من مايكروسوفت ويندوز يسمح للمستخدمين متابعة استعمال برامجهم الحالية المخزنة في قرص ثابت محلي وكذلك تحميل برامج من الشبكة.
13. لغة ترميز النص الفائق: اختصار Hyper Text Markup Language، لغة ترميز النصوص التشعبية. لغة بنيوية يتم استعمالها لوصف مستندات الوب والإنترانت. كانت تستعمل أصلاً فقط لتعريف البنية، لكنها الآن تعرف البنية والمظهر ومكان العناصر، بما في ذلك الخطوط والرسوم والنصوص والارتباطات التشعبية وتفاصيل كثيرة أخرى، HTML هي مجموعة فرعية من SGML (اختصار Standard Generalized Markup Language, لغة الترميز العمومية القياسية).
14. الأسئلة الأكثر تكرارا: اختصار Frequently Asked Questions، أسئلة مطروحة بشكل متكرر، أصلاً كانت مستندات يوزنت يحتوي على أجوبة على الأسئلة التي يطرحها المستخدمون الجدد عندما يشتركون في مجموعة أخبار ما، وقد تخطى الاستغمار الحديث حدود اليوزنت، رغم أن المفهوم بقى هو نفسه: توزيع أجوبة عن أسئلة تعب المستخدمون المحترفون من الإجابة عليها. غالباً ما يعتبر القسم FAQ بداية ممتازة لموضوع تقني صعب.
15. بروتوكول نقل الملفات: اختصار File Transfare Protocol، برتوكول إرسال الملفات، يدعم FTP نطاقاً من أنواع وتنسيقات إرسال الملفات، منها EBCDIC وASCII والتنسيق الثنائي.
16. FTP مجهول: بروتوكول نقل الملفات طريقة يتم استعمالها للوصول إلى مضيف إنترنت. لا يتطلب منك حساباً في الكمبيوتر الهدف. فقط سجل دخولك مع تحديد اسم المستخدم Anonymous (مجهول) واستعمل عنوان بريدك الإلكتروني ككلمة مرور، تم تزويد طريقة الوصول هذه في البدء كبادرة لطيفة لكي يتمكن مدراء الأنظمة من رؤية من هم الأشخاص الذين سجلوا دخولهم في أنظمتهم، لكنها أصبحت حالياً مطلوبة في أغلب الأحيان للتمكن من الوصول إلى كمبيوتر إنترنت يقدم خدمة FTP، لا يمكنك استعمال الخدمة FTP المجهولة مع أي كمبيوتر على الإنترنت هو - فقط تلك التي تم إعدادها لتقدم هكذا خدمة، ومدير النظام الذي يقرر ما هي الملفات والمجلدات التي ستكون متوفرة للعموم، ويعتبر باقي النظام بعيداً عن المتناول ولا يمكن للمتصلين المجهولين الوصول إليه. تتيح لك بعض المواقع تحميل الملفات فقط، وكتدبير أمني لا يحق لك إيداع ملفات فيها.
17. InterNIC : الشركة التي تحتفظ بعناوين فريدة لكل الكمبيوترات الموصلة بالإنترنت بواسطة نظام أسماء النطاقات.
18. شبكة رقمية للخدمات المتكاملة: اختصار Integrated Services Digital Network شبكة رقمية للخدمات المتكاملة. هو مقياس لشبكة اتصالات رقمية تمتد على جميع أنحاء العالم يقصد منها أن تحل محل كل الأنظمة الحالية بنظام إرسال رقمي متزامن كامل الازدواجية. تتصل الكمبيوترات وبقية الأجهزة بالشبكة ISDN من خلال واجهات قياسية بسيطة. عندما تصبح مكتملة، ستتمكن الأنظمة ISDN من أن تكون قادرة على إرسال أصوات وفيديو وبيانات في خط واحد - مهمة تتطلب حالية ثلاث وصلات منفصلة.
19. تحميل رفع: هو نقل ملف أو معلومات أخرى من كمبيوترك إلى الملقم عبر ارتباط شبكة أو عبر مودم.
20. بت في الثانية Bits per second: اختصارها BPS وهي عدد البتات المرسلة كل ثانية أثناء عملية نقل البيانات.
21. برنامج مساعد برنامج مساعد: برنامج صغير تربطه بمستعرضك لإضافة قدرة خاصة تتوفر التوابع من عدة شركات وهي عادة مجانية.
22. بروتوكول Protocol: في الشبكات والاتصالات وهي المواصفات الرسمية التي تعرف الإجراءات الواجب اتباعها عند إرسال البيانات واستلامها. تعرف البروتوكولات التنسيق والتوقيت والتسلسل والتحقق من الأخطاء المستعملة في الشبكة.
23. بريمج Applet: برنامج ذاتي الاحتواء مصمم لكي يعمل في بيئة محددة، كبريمج جافا يعمل ضمن مستعرض.
24. تنزيل تحميل: في الاتصالات، نقل ملف أو معلومات أخرى من ملقم إلى كمبيوتر آخر عبر وصلة شبكاتية أو عبر مودم.
25. ترخيص تخويل: تأمين الحقوق أو الأذونات وفقاً للهوية. الترخيص والتحقق من الأصالة يتماشيان سوية في الشبكات؛ فأنت تقوم بالوصول إلى الخدمات وفقاً لهويتك وتؤكد عملية التحقق من الأصالة أنك الشخص الذي تدعي أنك هو.
26. جافا Java: لغة برمجة كائنية المنحى طورتها شركة مايكروسيستمز Microsystems ومصممة لإنشاء برامج موزعة قابلة للتنفيذ لاستعمالها مع مستعرضات وب خاصة. لقد تم إعطاء تراخيص تقنية الجافا إلى عدة شركات، منها مايكروسوفت وآي بي إم وأدوبي سيستمز وأوراكل وبورلاند وسيمانتك وغيرها التي تطور برامج وب.
27. جافاسكريبت JavaScript: فرع برمجي غير مصرف من جافا.
28. جماعي برمجيات تعاونية: برنامج شبكاتي مصمم لكي تستعمله مجموعة من الأشخاص يعملون على نفس المشروع أو يحتاجون إلى الوصول إلى نفس البيانات.
29. حساب المستخدم User Account: آلية أمنية يتم استعمالها للتحكم بالوصول إلى الشبكة يتولى مسؤول النظام إنشاءها وصيانتها. تشتمل عناصر حساب المستخدم على كلمة مرور وحقوق ومعلومات عن المجموعات التي ينتمي إليها المستخدم.
30. حقوق حق: الامتيازات التي يمنحها مسؤول النظام لمستخدم أو مجموعة مستخدمين التي تحدد العمليات التي يمكن تنفيذها في النظام.
31. رقم المنفذ Port Number: مكان الدخل/الخرج الافتراضي لبرنامج إنترنت. مثلاً FTP وغوفر وHTTP وتلنت معطاة كلها أرقام منافذ فريدة لكي يتمكن الكمبيوتر من معرفة كيفية الرد عند وصله بمنفذ محدد؛ تتحدث ملقمات الغوفر عادة عبر المنفذ 70، وتستعمل ملقمات HTTP المنفذ 80 وبروتوكول البريد الإلكتروني SMTP يستعمل المنفذ 25 دائماً. يمكنك تجاوز هذه القيم الافتراضية من خلال تحديد قيم أخرى في العنوان (URL).
32. صفحة البدء صفحة رئيسية: صفحة الانطلاق الأولية في إنترنت أو موقع وب. قد تكون صفحة البدء مقترنة بشخص واحد أو موضوع واحد معين أو شركة أو مؤسسة لا تبغي الربح أو المدرسة، وتكون مكاناً مناسباً للانتقال منه إلى صفحات أو موارد إنترنت أخرى. اعتبرها الباب الرئيسي للموقع.
33. صورة داخلية Inline Image: صورة مدموجة مع نص معروضة على صفحة HTML.
34. ضغط غير مخسر Lossless Compression: طريقة ضغط بيانات تضغط ملفاً من خلال تسجيل البيانات التي تحتوي عليها في أسلوب مكتتر أكثر. لا تؤدي طريقة الضغط هذه إلى خسارة أي بيانات أصلية عند إلغاء الضغط. يتم استعمال الضغط غير المخسر مع ملفات البرامج والصور، كصورة الأشعة السينية الطبية، حيث لا يمكن تحمل خسارة أي بيانات.
35. ضغط مخسر Lossy Compression: أي طريقة ضغط بيانات تضغط ملفاً من خلال تجاهل أي بيانات تقرر أنها غير ضرورية. استعمل الضغط المخسر لتقليص ملفات الأصوات أو الصور إذا كانت الدقة المطلقة غير مطلوبة وإذا كانت خسارة بعض البيانات لا يمكن ملاحظتها.
36. عنصر: وحدة بنية في HTML تملك بعض العناصر ووسوم فتح وإغلاق وغيرها يملك وسماً واحداً فقط. بإمكان بعض العناصر أن تحتوي على عناصر أخرى.
37. عنكبوت: برنامج وورلد وايد وب World Wide Web يجد تلقائياً معلومات عن موقع الوب الجديدة. وغالباً ما يتم استعمال العناكب لإنشاء قواعد بيانات كبيرة عن موقع الوب تستعملها محركات البحث.
38. قارئ Player: برنامج يشغله أو يستعمله مستعرض وب لمعالجة ملف لا يستطيع معالجته بنفسه. القارئ هو برنامج يتعامل مع ملفات الأصوات.
39. كلمة مرور: طريقة حماية تعرف مستخدماً مرخصاً لكمبيوتر أو شبكة من خلال سلسلة محدودة من الأحرف. عادة يجب أن تكون كلمات المرور خليطاً من أحرف صغيرة وكبيرة وأرقام ولا يجب أن يفوق طولها 6 أحرف. يجب أن تبقى كلمات المرور سرية كما يجب تغييرها من وقت لآخر. أسوأ كلمات مرور هي تلك الواضحة جداً: أسماء أشخاص أو الأحرف الأولى من أسمائهم أو مكان ولادتهم أو تواريخ ولادتهم وأي شيء له علاقة بالكمبيوتر.
40. كيلوبت في الثانية Kilobits per second: اختصارها KBPS وهي عدد البتات المرسلة كل ثانية أثناء عملية نقل البيانات، تقاس بأضعاف من 1024 بت بالثانية.
41. لوح أبيض سبورة بيضاء: برنامج يتيح لعدة مستخدمين في الشبكة رؤية ومشاركة صور وبيانات ونصوص في الوقت نفسه أثناء مساهمتهم في اجتماعات فورية. توضع تعليقات واقتراحات كل شخص بشكل منفصل عن تعليقات بقية المساهمين في الاجتماع.
42. محرك بحث Search Engine: ملقم خاصيتيح لك تنفيذ عمليات بحث بواسطة كلمات أساسية لإيجاد صفحات وب تهمك. تحتوي مواقع وب كراولر وإكسايت وياهوو على أمثلة عن مختلف محركات البحث.
43. مزود خدمة الإنترنت Internet Service Provider: اختصارها ISP وهي الشركة التي تزودك وصولاً إلى الإنترنت عبرة وصلة هاتفية أو مكرسة. تملك تلك الشركة عادة عدة ملقمات ووصلة عالية السرعة.
44. مزود محتوى إنترنت Internet Content Provider: اختصارها ICP وهي شركة تصمم وتسلم محتوي لموقعك الوب. مقابل أجر، طبعاً!
45. مسؤول النظام System Administrator: يختصر في أغلب الأحيان إلى SA وهو الشخص المسؤول عن إذارة كمبيوتر في الشركات الكبيرة. قد يكون عدة أشخاص أو حتى قسم صغير من الشركة. المهام التي يقوم بها هذا المسؤول تتضمن تثبيت البرامج وتحديثها وإزالتها؛ وتثبيت ترقيات لأنظمة التشغيل وتثبيت أجهزة وتشكيلها كالطابعات والمودمات والموجهات والمبوبات وجدران الحماية ومراقبة أداء مستخدم إلى آخر.
46. مشتم Sniffer: برنامج صغير يحمله متطفل في كمبيوترك، مصمم لمراقبة حركة مرور معينة في الشبكة. يراقب المشتم أول جزء من أي جلسة تسجيل دخول بعيد تتضمن هوية وكلمة مرور واسم مضيف لشخص يحاول تسجيل دخوله في آلة أخرة. وحالما تصبح تلك المعلومات في يد المتطفل، بإمكانه تسجيل الدخول متى ما شاء في ذلك النظام.
47. مضيف Host: الكمبيوتر المركزي أو المتحكم في بيئة شبكاتية، يزود خدمات يستطيع باقي الكمبيوترات الوصول إليها عبرة الشبكة. المضيف هو أيضاً نظام كبير يمكن الوصول إليه من الإنترنت.
48. معاين Viewer: برنامج يشغله المستعرض لمعاينة ملف لا يستطيع معالجته بنفسه. يسمى أحياناً برنامج مساعد. يعرض المعاين لقطات الفيديو وملفات الحركات.
49. مفتاح التشفير Encryption Key: رقم سري فريد يستعمل لتشفير البيانات من أجل حمايتها من عمليات الوصول غير المرخص لها.
50. خدمة وكيلة خدمة وكيلة: برنامج يشتغل في ملقم متواجد بين شبكتك المناطقية المحلية أو الإنترانتك وبين الإنترنت. في محاولة منه لإخفاء بنية الشبكة عن المتطفلين. يصفي هذا البرنامج كل الاتصالات الصادرة لكي تظهر كلها وكأنها قادمة من نفس الآلة. يقوم ملقم البروكسي أيضاً بتمرير طلبك إلى الإنترنت ثم يعترض سبيل الجواب ثم يمرره إليك في عقدتك الشبكاتية. بإمكان مسؤول النظام أيضاً تنظيم النقاط الخارجية التي يستطيع مستخدمو الشبكة المناطقية المحلية الاتصال بها.
51. خادم ويب: حزمة أجهزة وبرامج تزود خدمات لمستضافي الوب.
52. خادم وصول للشبكة خادم الوصول للشبكة: كمبيوتر يزود وصولاً إلى المستخدمين البعيدين الذين يتصلون بالنظام ويصلون إلى موارد الشبكة من خلال كمبيوتراتهم الموصولة بالشبكة مباشرة. يسمى أيضاً ملقم وصول بعيد.
53. مودم: لفظة مركبة من Modulator/Demodulator (مضمن/مزيل تضمين)؛ جهاز يتيح للكمبيوتر إرسال معلومات عبر خطوط الهاتف من خلال الترجمة بين الإشارات الرقمية التي يستعملها الكمبيوتر وبين الإشارات النظيرية (Analog) المناسبة للاستعمال على نظام الهاتف. عند الإرسال يضمن المودم المعلومات الرقمية في إشارة حاملة على خط الهاتف. وعند الاستلام ينفذ المودم عكس تلك العملية ليزيل تضمين البيانات من الإشارة الحاملة.
54. موزايك فسيفساء: مستعرض وب طوره المركز الوطني لتطبيقات الحوسبة الفائقة (NCSA) في جامعة إيلينوي. هناك عدة مستعرضات ممتازة مشتقة من موزايك، أشهرها هو نتسكايب نافيغيتر من شركو نتسكايب كوميونيكايشن.
55. نص تشعبي نص فائق: طريقة لتقديم المعلومات بحيث يتمكن المستخدم من معاينتها في طريقة غير تسلسلية، بغض النظر عن كيفية ترتيب المواضيع يمكنك استعراض المعلومات بمرونة كبيرة، مع اختيار سلوك مسار جديد كل مرة. عندما تنقر موضعاً ساخناً أو ارتباطاً يتم تنشيط قفزة إلى مستند نصوص آخر، قد يكون موجوداً في نفس الملقم أو في ملقم مختلف بعيد آلاف الكيلومترات.
56. نموذج Form: عنصر HTML يتيح للمستخدمين ملء معلومات في مربعات فارغة أو لوائح أو غيرها من الأمور ثم تسليم تلك البانات لتتم معالجتها. العنصر Form محدد المستوى 2 من HTML.
57. هوت جافا Hot Java: مستعرض وب من شركة صن مايكروسيستمز. إنه المستعرض الذي له علاقة بالجافا، لغة البرمجة المصممة لإنشاء برامج صغيرة قابلة للتشغيل يمكن تحميلها وتشغيلها بسرعة في مقدار صغير من الذاكرة.
58. وسم Tag: عنصر في لغة HTML يستعمل في إنشاء صفحة وب. الوسم هو نص محصور بين علامتي أصغر من وأكبر من يبلغ المستعرض معنى كل جزء من الصفحة. مثلاً، يشير الوسم إلى بداية ترويسية ذات مستوى 1 ويشير الوسم <H1/> إلى نهاية تلك الترويسية.
59. الوورلد وايد وب شبكة عنكبوتية عالمية: اختصارها WWW أو W3 أو ببساطة وب. تشكيلة هائلة الحجم من صفحات نصوص تشعبية على الإنترنت. تنمو حركة السير في الوب بسرعة أكبر من أي خدمة أخرى على الإنترنت، والسبب يصبح واضحاً عندما تجرب استعمال مستعرض ما.
60. يوزنت يوزنت: كلمة مؤلفة من User Network. شبكة عالمية غير تجارية تربط عدة آلاف المواقع. رغم أن هناك صلة وثيقة بين يوزنت واللإنترنت إلا أنهما ليسا الشيء نفسه. فليس كل كمبيوتر موصل بالإنترنت هو جزء من يوزنت، والعكس. كما هو الحال مع الإنترنت لا تملك يوزنت مكاناً مركزياً يتحكم بها؛ فمن الممكن أن يشغلها الأشخاص الذين يستعملونها. ومع تواجد ما يزيد عن 10000 مجموعة أخبار، يتم الوصول إلى يوزنت من قبل ملايين الأشخاص في أكثر من 100 بلد كل يوم.
61. يونيكود Unicode: شيفرة أحرف من 16 بت، يعرفها الاتحاد Unicode Consortium والمقاييس Iso 10,646، تدعم ما أقصاه 65,536 ح رفاً مختلفاً وليس الأحرف 265 المتوفرة في مجموعة الأحرف آسكي ASCII الحالية.